# Unité urbaine de Clermont (Oise)
Pour les articles homonymes, voir Unité urbaine de Clermont.
L'unité urbaine de Clermont est une unité urbaine française centrée sur Clermont, une des sous-préfectures de l'Oise au cœur de la cinquième agglomération du département.

## Situation géographique
L'unité urbaine de Clermont est située dans la partie centrale du département de l'Oise, au centre du Clermontois, à l'est du Beauvaisis et au nord  du Valois, régions historiques faisant partie de la Picardie. Géographiquement, Clermont est située à la limite du bassin parisien et du plateau picard.
Clermont, principale ville de son agglomération urbaine et une des sous-préfectures du département de l'Oise avec Compiègne et Senlis, est une petite ville s'étendant sur une colline qui culmine à 135 mètres - au site du donjon - au pied de laquelle s'écoule la Brêche, un petit affluent de rive droite de l'Oise. La Brêche qui conflue avec l'Arré dans l'agglomération de Clermont écoule ses eaux dans une vallée qui porte aussi le nom de Vallée dorée.
L'agglomération s'étend au centre du département de l'Oise, entre Beauvais, la préfecture de l'Oise, à 26 km à l'est, Compiègne, à 32 km à l'ouest, et Senlis, les deux autres sous-préfectures.
Clermont est située à 65 km au sud d'Amiens, la capitale régionale de la Picardie, région dont elle relève, et à 70 km au nord de Paris.

## Données générales
Dans le zonage réalisé par l'Insee en 2010, l'unité urbaine était composée de cinq communes, toutes situées dans le département de l'Oise, plus précisément dans l'arrondissement de Clermont.
Dans le nouveau zonage réalisé en 2020, elle est composée des cinq mêmes communes. 
En 2022, avec 21 986 habitants, elle représente la 5e unité urbaine du département de l'Oise et occupe le 27e rang dans la région Hauts-de-France.
En 2022, sa densité de population s'élève à 492 hab/km2. Par sa superficie, elle représente 0,76 % du territoire départemental et, par sa population, elle regroupe 2,65 % de la population du département de l'Oise.

## Composition 2020 de l'unité urbaine
Elle est composée des cinq communes suivantes :
| Nom                     | Code Insee | Département | Statut       | Superficie (km2) | Population (dernière pop. légale) | Densité (hab./km2) | Modifier                                    |
| ----------------------- | ---------- | ----------- | ------------ | ---------------- | --------------------------------- | ------------------ | ------------------------------------------- |
| Clermont (ville-centre) | 60157      | Oise        | ville-centre | 5,81             | 10 704 (2022)                     | 1 842              | modifier les données · modifier les données |
| Agnetz                  | 60007      | Oise        | banlieue     | 12,94            | 3 060 (2022)                      | 236                | modifier les données · modifier les données |
| Breuil-le-Sec           | 60106      | Oise        | banlieue     | 8,89             | 2 526 (2022)                      | 284                | modifier les données · modifier les données |
| Breuil-le-Vert          | 60107      | Oise        | banlieue     | 7,37             | 3 150 (2022)                      | 427                | modifier les données · modifier les données |
| Fitz-James              | 60234      | Oise        | banlieue     | 9,65             | 2 546 (2022)                      | 264                | modifier les données · modifier les données |

## Évolution démographique
| 1968   | 1975   | 1982   | 1990   | 1999   | 2010   | 2015   | 2022   |
| ------ | ------ | ------ | ------ | ------ | ------ | ------ | ------ |
| 14 827 | 16 072 | 17 447 | 18 697 | 19 631 | 21 244 | 21 674 | 21 986 |